# Турма
Ту́рма (лат. turma, дос. «рій», «ескадрон») — військовий підрозділ у Стародавньому Римі та Візантії.

## Стародавній Рим

### Період Республіки
У Стародавньому Римі турмою називали кавалерійський загін із 3 декурій під командуванням декуріона. До складу легіона спочатку входило 10 турм (300 вершників). Стародавньому Римі на турми поділявся і стан вершників.

### Період Імперії
У Римській імперії турмою також звали кавалерійський загін з трьох декурій.

## Візантія
У Візантії турма — військовий підрозділ фемної армії (зазвичай, третя частина феми, кілька загонів — ванд або фламмул зі своїми штандартом).
На чолі турми стояв турмарх. Він був її командувачем та комендантом тієї частини військово-адміністративного округу, на якій розквартирована його турма. Іноді під цим терміном візантійці мали на увазі військового командувача взагалі.